# Pakistanische Cricket-Nationalmannschaft in England in der Saison 2001
Die Tour der pakistanischen Cricket-Nationalmannschaft nach England in der Saison 2001 fand vom 4. Mai bis zum 4. Juni 2001 statt. Die internationale Cricket-Tour war Teil der internationalen Cricket-Saison 2001 und umfasste zwei Test Matches. Die Testserie ging 1-1 aus.

## Vorgeschichte
Für beide Mannschaften war es die erste Tour der Saison.
Das letzte Aufeinandertreffen der beiden Mannschaften bei einer Tour fand in der Saison 2000/01 in Pakistan statt.

## Stadien
Für die Tour wurden folgende Stadien als Austragungsorte vorgesehen.
| Stadion                     | Stadt      | Kapazität | Spiele  |
| --------------------------- | ---------- | --------- | ------- |
| Lord’s Cricket Ground       | London     | 30.000    | 1. Test |
| Old Trafford Cricket Ground | Manchester | 19.000    | 2. Test |

## Kader
Pakistan benannte seinen Kader am 28. April 2001.
England benannte seinen Kader am 13. Mai 2001.
| Test | Test |
| England | Pakistan |
| --- | --- |
| - Nasser Hussain (K) - Mike Atherton - Andy Caddick - Dominic Cork - Darren Gough - Matthew Hoggard - Nick Knight - Ryan Sidebottom - Alec Stewart (wk) - Graham Thorpe - Marcus Trescothick - Michael Vaughan - Ian Ward | - Waqar Younis (K) - Abdul Razzaq - Azhar Mahmood - Inzamam-ul-Haq - Faisal Iqbal - Mohammad Yousuf - Rashid Latif (wk) - Saeed Anwar - Saleem Elahi - Saqlain Mushtaq - Shoaib Akhtar - Wasim Akram - Younis Khan |

## Tour Matches
| 4. – 5. Mai Scorecard | Nottingham | British Universities 74 (32.2) & 155 (58)        | – | Pakistanis 316 (85.5) |
|                       |            | Pakistanis gewinnt mit einem Innings und 87 Runs |   |                       |

| 8. – 10. Mai Scorecard | Derby | Derbyshire 166 (59.1) & 247-5d (72.2) | – | Pakistanis 262 (78.3) & 63-1 (20) |
|                        |       | Remis                                 |   |                                   |

| 12. – 14. Mai Scorecard | Canterbury | Kent 313-5d (85) & 94-3 (35.4) | – | Pakistanis 307-1d (70.2) |
|                         |            | Remis                          |   |                          |

| 23. Mai Scorecard | Leicester | Leicestershire 225-7 (50)        | – | Pakistanis 228-3 (42.4) |
|                   |           | Pakistanis gewinnt mit 7 Wickets |   |                         |

| 24. – 25. Mai Scorecard | Leicester | Leicestershire 96 (32.3) & 172 (55.3)            | – | Pakistanis 294 (99.3) |
|                         |           | Pakistanis gewinnt mit einem Innings und 26 Runs |   |                       |

## Test Matches

### Erster Test in London (Lord’s)
| 17. – 20. Mai Scorecard | London | England 391 (130)                            | – | Pakistan 203 (57) & 179 (59.3) (f/o) |
|                         |        | England gewinnt mit einem Innings und 9 Runs |   |                                      |

Während des Testes zog sich der englische Kapitän Nasser Hussain eine Daumenverletzung zu. Für den Rest des Testes und den zweiten Test übernahm Alec Stewart die Kapitänsrolle. Der Test erlebte eine besondere Anwendung der Follow-On-Regel. Da der erste Tag komplett auf Grund von Regen gestrichen werden musste, reichte England im ersten Innings ein Vorsprung von 150 Run anstatt der normalerweise für 5-Tages-Spiele notwendigen 200 Runs um das Follow-On durchzusetzen.

### Zweiter Test in Manchester
| 31. Mai – 4. Juni Scorecard | Manchester | Pakistan 403 (96.4) & 323 (98.5) | – | England 357 (111.2) & 261 (105.1) |
|                             |            | Pakistan gewinnt mit 108 Runs    |   |                                   |

## Statistiken
Die folgenden Cricketstatistiken wurden bei dieser Tour erzielt.
| Tests              | Tests      | Tests   | Tests   | Tests   | Tests   | Tests   | Tests   | Tests   |
| Batting            | Batting    | Batting | Batting | Batting | Batting | Batting | Batting | Batting |
| Spieler            | Mannschaft | Spiele  | Innings | Runs    | Average | HS      | 100s    | 50s     |
| ------------------ | ---------- | ------- | ------- | ------- | ------- | ------- | ------- | ------- |
| Inzamam-ul-Haq     | Pakistan   | 2       | 4       | 232     | 58,00   | 114     | 1       | 1       |
| Graham Thorpe      | England    | 2       | 3       | 228     | 76,00   | 138     | 1       | 1       |
| Michael Vaughan    | England    | 2       | 3       | 166     | 55,33   | 120     | 1       | 0       |
| Marcus Trescothick | England    | 2       | 3       | 163     | 54,33   | 117     | 1       | 0       |
| Younis Khan        | Pakistan   | 2       | 4       | 141     | 35,25   | 65      | 0       | 2       |
| Bowling            |            |         |         |         |         |         |         |         |
| Spieler            | Mannschaft | Spiele  | Overs   | Wickets | Average | BBI     | 5W      | 10W     |
| Darren Gough       | England    | 2       | 78.3    | 14      | 20,00   | 5/61    | 1       | 0       |
| Andy Caddick       | England    | 2       | 85      | 14      | 22,07   | 4/52    | 0       | 0       |
| Waqar Younis       | Pakistan   | 2       | 71.1    | 7       | 35,57   | 3/85    | 0       | 0       |
| Saqlain Mushtaq    | Pakistan   | 1       | 77.2    | 6       | 25,66   | 4/74    | 0       | 0       |
| Matthew Hoggard    | England    | 1       | 48      | 6       | 28,66   | 3/79    | 0       | 0       |

## Player of the Series
Als Player of the Series wurden die folgenden Spieler ausgezeichnet.
| Serie | Player of the Series         |
| ----- | ---------------------------- |
| Test  | Inzamam-ul-Haq Graham Thorpe |

### Player of the Match
Als Player of the Match wurden die folgenden Spieler ausgezeichnet.
| Spiel   | Player of the Match |
| ------- | ------------------- |
| 1. Test | Andy Caddick        |
| 2. Test | Inzamam-ul-Haq      |